# Get Back (ASAP)
«Get Back (ASAP)» es una canción grabada por la cantante rumana Alexandra Stan, lanzada el 28 de marzo de 2011 por Play On • Jeff Records como el tercer sencillo de su álbum de estudio debut, Saxobeats (2011). La pista fue escrita y producida por Marcel Prodan y Andrei Nemirschi en los estudios de grabación Maan en Constanza. Musicalmente, «Get Back (ASAP)» es una canción dance con elementos de jazz, que incorpora un saxofón en su instrumentación. La canción ha recibido reseñas positivas por parte de los críticos de música, quienes elogiaron su ritmo pegadizo, comparándola además con su predecesor, «Mr. Saxobeat» (2011). «Get Back (ASAP)» fue galardonada como «Canción del Año Pop-Dance» en los RRA Awards de 2012.
Comercialmente, la pista fue un éxito moderado, alcanzando el top 20 en múltiples países. Para promoverla, un video musical fue filmado por Iulian Moga en Bucarest, Rumania, y subido a YouTube el 20 de junio de 2011. El videoclip, que sirve como una secuela del video de «Mr. Saxobeat», presenta a Stan en un bar escapando de dos policías, quienes tratan de arrestarla. Otro video musical fue filmado por Ciprian Strugariu para la remezcla de Maanstudio.

## Composición y recepción
«Get Back (ASAP)» fue grabada en los estudios Maan en Constanza, con la composición y producción manejada por Marcel Prodan y Andrei Nemirschi. Es una canción dance inspirada en la música de los años 90 con elementos de Jazz, que incorpora un «potente» saxofón en su instrumentación. Jonathan Mamard, del sitio web francés Pure Charts, y el portal Musique Radio notaron similitudes entre la pista y su predecesor, «Mr. Saxobeat» (2011). Este último elogió su ritmo pegadizo, etiquetando su coro como «más efectivo» que su predecesor, y predijo el éxito comercial de la pista. Celeste Rhoads de AllMusic describió a «Get Back (ASAP)» como una «sensación de club» junto con «Lollipop (Param Pam Pam)» (2009) y «Mr. Saxobeat». La canción también recibió un premio en la categoría «Canción del Año Pop-Dance» en los RRA Awards 2012.

## Desempeño comercial
La pista ingresó en la lista SNEP de Francia en el puesto número 42 en abril de 2011, y continuó ascendiendo hasta alcanzar el número 19. A partir de 2011, «Get Back (ASAP)» ha vendido 46,000 unidades en el país. La canción alcanzó el número cuatro en el Top 100 de Rumania, su segundo éxito dentro del top 5 después de «Mr. Saxobeat», que encabezó la lista en 2011. «Get Back (ASAP)» también experimentó éxito comercial en otros territorios, encabezando la lista Rádio Top 100 de Eslovaquia y alcanzando el top 10 en Finlandia, Hungría, Israel y la República Checa. En el Reino Unido, el sencillo alcanzó la posición número 56 en la lista UK Singles Chart.

## Videos musicales
Un video musical de acompañamiento para «Get Back (ASAP)» fue subido al canal oficial de Ultra Music en YouTube el 20 de junio de 2011. El videoclip fue filmado por Iulian Moga en Castel Film en Bucarest, Rumania, en un solo día. El rapero rumano 1 Q Sapro, Marcel Prodan y Andrei Nemirschi hicieron cameos en el video. El sello de Stan explicó que el videoclip es una secuela del video musical de «Mr. Saxobeat»: «El video continúa con el escape de Stan [...] de los policías. Para deshacerse de ellos, ingresa a un bar lleno de mexicanos ruidosos que atrae con su música y encanto.»
El video empieza con Stan cambiando la ropa de policía que usó en el videoclip de «Mr. Saxobeat» por un vestido rojo en un vestidor. Después de esto, ella camina por una escalera en un bar de salón y le canta a la multitud del bar. Luego, un hombre aparece en el bar y juega a las cartas con Stan delante de todas las personas. Posteriormente, los hombres de la policía que arrestaron a Stan en «Mr. Saxobeat» entran al bar a buscarla. Finalmente la encuentran y tratan de arrestarla de nuevo. Sin embargo, el hombre que jugaba a las cartas con la cantante la defiende, comenzando a pelear con los policías; ellos ganan la pelea, con todas las personas tendidas en el suelo. A continuación, los policías están sentados en un taburete al lado del hombre de la barra, quien les muestra una cinta. Mientras tanto, se observa en un flashback, mientras los hombres peleaban en el bar, a Stan tomando el dinero de las cartas y escapando del bar. El video termina con uno de los policías golpeando al hombre de la barra. Las escenas intercaladas a lo largo de la trama principal retratan a Stan cantando frente a una pared antigua, luciendo una blusa blanca desgastada y pantalones cortos. Un editor de Los 40 Principales describió al video de «Get Back (ASAP)» como «uno de los mejores videoclips de Stan». Hamard de Pure Charts escribió que el video musical atraería a la audiencia masculina y etiquetó la apariencia de Stan como «sensual».
Otro video musical para la remezcla Maanstudio de la canción fue filmado por Ciprian Strugariu y subido al canal oficial de MediaPro Music en YouTube el 9 de diciembre de 2011. Andra Moga y Violeta Irimia se encargaron de los estilos de peinado y el maquillaje, respectivamente. El video comienza con tomas en ángulo de la cantante tendida en la arena, seguida por ella caminando en un campo con un vestido negro. Posteriormente, la cantante posa frente a un muro de piedra e interpreta la canción luciendo una chaqueta transparente y un leotardo negro. Las últimas escenas la muestran en un columpio, nadando mientras se produce una tormenta de mar, y posando delante de un cuerpo de agua con un traje negro.

## Formatos
| - Descarga digital en el Reino Unido 1. «Get Back (ASAP)» [UK Radio Edit] – 2:12 2. «Get Back (ASAP)» [Radio Edit] – 3:29 3. «Get Back (ASAP)» [Extended Version] – 4:26 4. «Get Back (ASAP)» [Rudedog Main Mix] – 6:19 5. «Get Back (ASAP)» [Rudedog Rude Mix] – 6:23 6. «Get Back (ASAP)» [Frisco Remix] – 5:17 7. «Get Back (ASAP)» [Studio Club Radio Edit] – 3:21 8. «Get Back (ASAP)» [Studio Club Mix] – 4:15 | - Descarga digital 1. «Get Back (ASAP)» – 3:29 - Descarga digital en Bélgica 1. «Get Back (ASAP)» [Radio edit] – 3:30 2. «Get Back (ASAP)» [Extended version] – 4:26 - CD de Alemania, Austria y Suiza 1. «Get Back (ASAP)» – 3:29 2. «Mr. Saxobeat» (Radio Edit) – 3:17 |

## Personal
Créditos adaptados de las notas de Saxobeats, Urban.ro y EWow.
- Alexandra Stan – voz principal
- Andrei Nemirschi – compositor, productor
- Marcel Prodan – compositor, productor
- Iulian Moga – director
- Ciprian Strugariu – director (Maanstudio remix)
- Andra Moga – estilos de peinado (Maanstudio remix)
- Violeta Irimia – maquillaje (Maanstudio remix)

## Posicionamiento en listas
| Austria         | Ö3 Austria Top 40       | 27 |
| Bélgica         | Ultratop 50 Flanders    | 10 |
| Bélgica         | Ultratop 50 Wallonia    | 28 |
| Dinamarca       | Tracklisten             | 20 |
| Eslovaquia      | Rádio Top 100           | 1  |
| España          | PROMUSICAE              | 25 |
| Finlandia       | Suomen virallinen lista | 8  |
| Francia         | SNEP                    | 19 |
| Hungría         | Dance Top 40            | 20 |
| Hungría         | Radiós Top 40           | 8  |
| Israel          | Media Forest            | 10 |
| Italia          | FIMI                    | 24 |
| Líbano          | OLT20                   | 18 |
|                 | Global Dance Songs      | 21 |
| Países Bajos    | Dutch Top 40            | 5  |
| Polonia         | Dance Top 50            | 14 |
| Polonia         | Polish Airplay New      | 2  |
| Reino Unido     | UK Dance                | 8  |
| Reino Unido     | UK Singles              | 56 |
| República Checa | Rádio Top 100           | 5  |
| Rumania         | Romanian Top 100        | 4  |
| Suiza           | Schweizer Hitparade     | 23 |

| País    | Lista         | Mejor posición |      |      |      |      |      |
| 2011    | 2011          | 2011           | 2011 | 2011 | 2011 | 2011 | 2011 |
| ------- | ------------- | -------------- | ---- | ---- | ---- | ---- | ---- |
| Hungría | Rádiós Top 40 | 77             |      |      |      |      |      |
| Polonia | Dance Top 50  | 41             |      |      |      |      |      |
| Rumania | Media Forest  | 14             |      |      |      |      |      |
| País    | Lista         | Mejor posición |      |      |      |      |      |
| 2012    |               |                |      |      |      |      |      |
| Hungría | Rádiós Top 40 | 98             |      |      |      |      |      |

## Ventas
| País | Certificación | Ventas |
| Francia (SNEP) | Ninguna       | 46,000 |
| --- | ------------- | ------ |
| *cifras de ventas basadas únicamente en la certificación ^cifras de envíos basadas únicamente en la certificación xcifras no especificadas basadas únicamente en la certificación |               |        |

## Historial de lanzamiento
| Región         | Fecha                   | Formato          | Discográfica    |
| -------------- | ----------------------- | ---------------- | --------------- |
| Francia        | 28 de marzo de 2011     | Descarga digital | Play On • Jeff  |
| España         | 17 de mayo de 2011      | Descarga digital | Blanco y Negro  |
| Italia         | 5 de julio de 2011      | Descarga digital | E2 • Vae Victis |
| Italia         | 30 de agosto de 2011    | CD               | E2 • Ego        |
| Estados Unidos | 10 de octubre de 2011   | Descarga digital | Ultra           |
| Reino Unido    | 18 de diciembre de 2011 | Descarga digital | 3Beat           |
| Alemania       | 2 de diciembre de 2011  | CD               | Columbia        |